# Jalupang
Jalupang is een bestuurslaag in het regentschap Subang van de provincie West-Java, Indonesië. Jalupang telt 4342 inwoners (volkstelling 2010).